# North Rustico
North Rustico é uma cidade canadense localizada no Condado de Queens, na Ilha do Príncipe Eduardo. A população no censo de 2016 era de apenas 607 pessoas.